# Haydnhäuschen

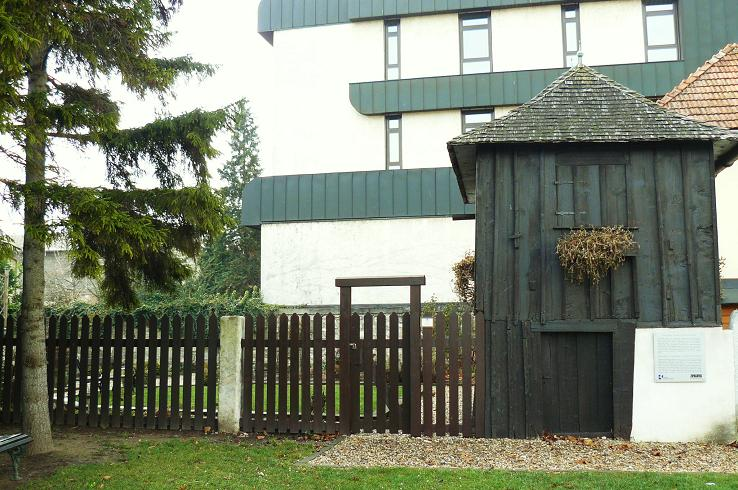
Haydnhäuschen

Das Haydnhäuschen steht in Eisenstadt in der Bürgerspitalgasse 2.
Das kleine Gartenhaus hat ein eher niedriges gemauertes Erdgeschoß. Das Obergeschoß ist ein Holzbau mit senkrechter Außenverbretterung mit Walmdach und Außentreppe in den Garten. Das Häuschen steht in einem Garten mit senkrechtem Lattenzaun.
Das Gartenhäuschen mit Garten war im Besitz von Joseph Haydn. Es heißt, dass Haydn sich teils hierher zurückzog, wenn er in Ruhe komponieren wollte. Das „Kaiserquartett“ soll hier entstanden sein.
2018 wurde in der Bürgerspitalgasse neben dem Kräutergarten ein Haydn-Denkmal enthüllt. Das aus einem zehn Tonnen schweren und drei Meter hohen Marmorblock gefertigte Denkmal wurde von der Bildhauerin Heidi Tschank gestaltet, der Bronzekopf zeigt den jungen Haydn lächelnd.